# Tejado (Soria)
Tejado ist ein Ort und eine Gemeinde (municipio) mit nur noch 96 Einwohnern (Stand: 2024) im Osten der spanischen Provinz Soria in der Autonomen Gemeinschaft Kastilien-León. Die Gemeinde gehört zur bevölkerungsarmen Serranía Celtibérica. Neben dem Hauptort Tejado gehören die Ortschaften Alparrache, Boñices, Castil de Tierra, Nomparedes, Sauquillo de Boñices, Villanueva de Zamajón und Zamajón zur Gemeinde. 

## Lage
Tejado liegt in einer Höhe von ca. 990 m. Die Provinzhauptstadt Soria ist gut 29 km (Fahrtstrecke) in nordwestlicher Richtung entfernt. Das Klima im Winter ist kühl, im Sommer dagegen durchaus warm; die geringen Niederschläge (ca. 455 mm/Jahr) fallen – mit Ausnahme der eher regenarmen Sommermonate – verteilt übers ganze Jahr.

## Bevölkerungsentwicklung
| Jahr      | 1970 | 1981 | 1991 | 2001 | 2011 | 2021 |
| Einwohner | 503  | 312  | 266  | 203  | 152  | 92   |

Der deutliche Bevölkerungsrückgang seit den 1950er Jahren ist im Wesentlichen auf die Mechanisierung der Landwirtschaft, die Aufgabe bäuerlicher Kleinbetriebe (Höfesterben) und den damit einhergehenden Verlust an Arbeitsplätzen zurückzuführen.

## Sehenswürdigkeiten
- Turm von Villanueva de Zamajón
- Agathenkirche in Tejado
- Kirche der Unbefleckten Empfängnis in Villanueva de Zamajón
- Kirche von Zamajón

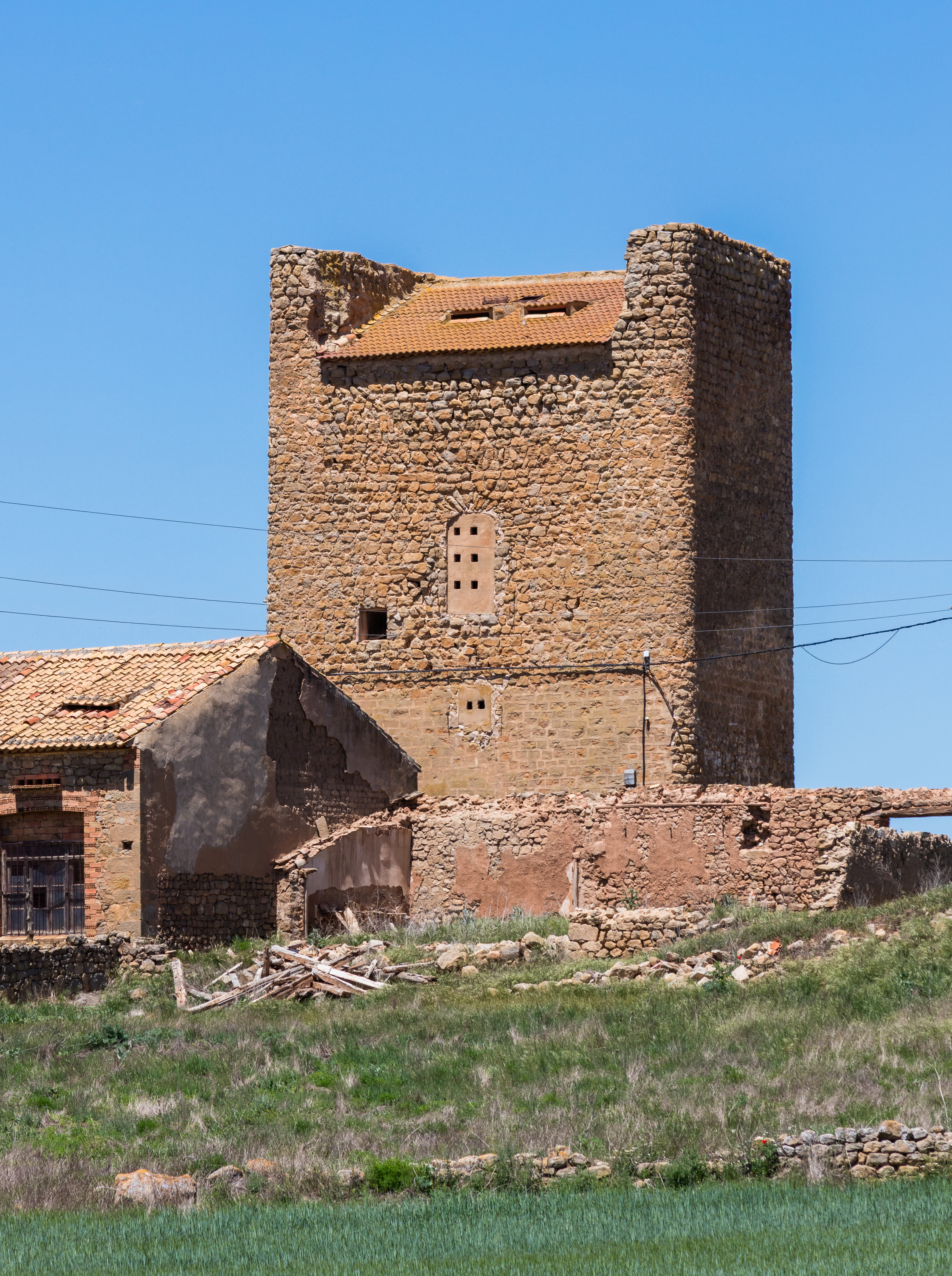
Turm von Villanueva de Zamajón
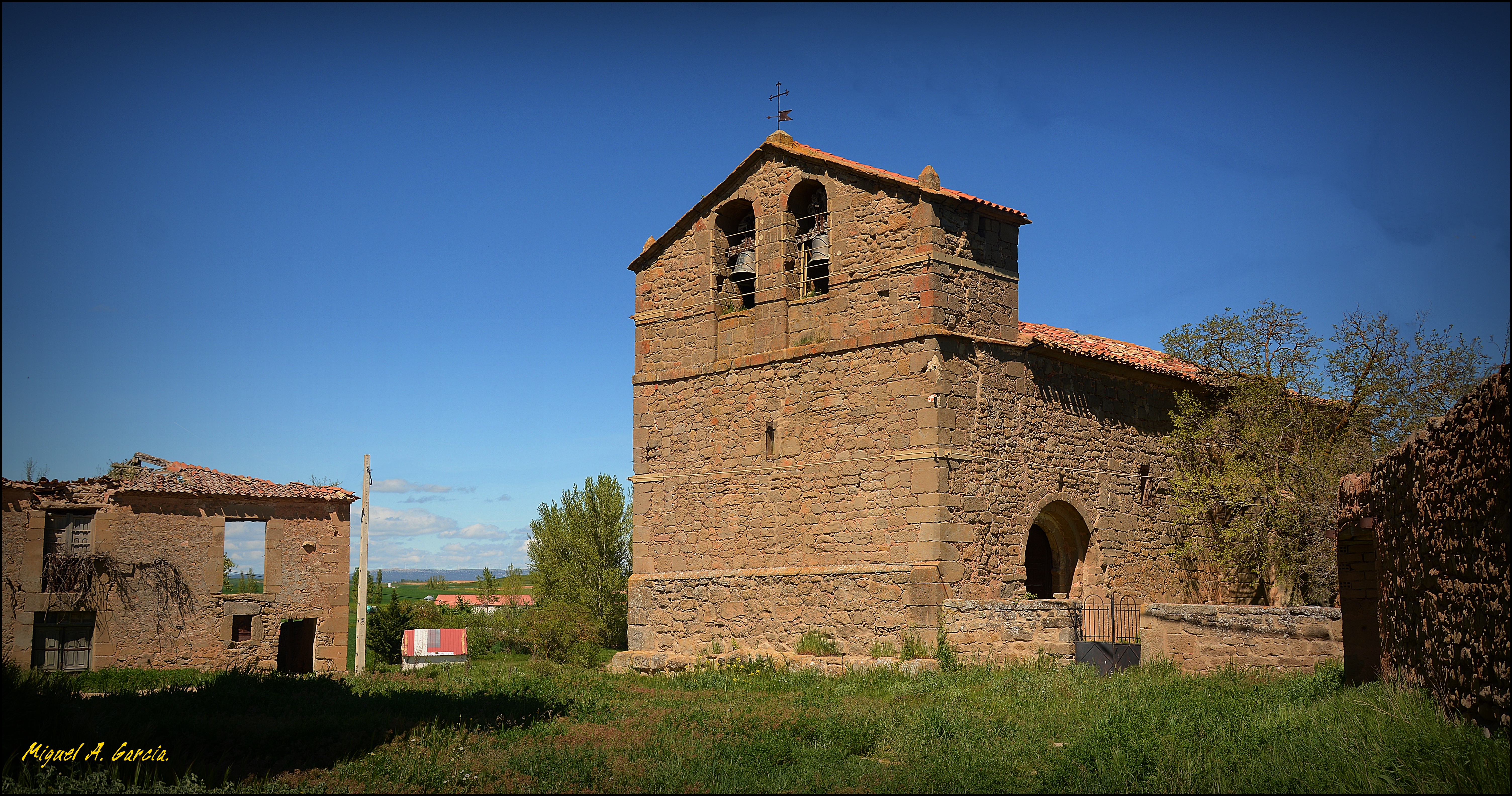
Kirche der Unbefleckten Empfängnis
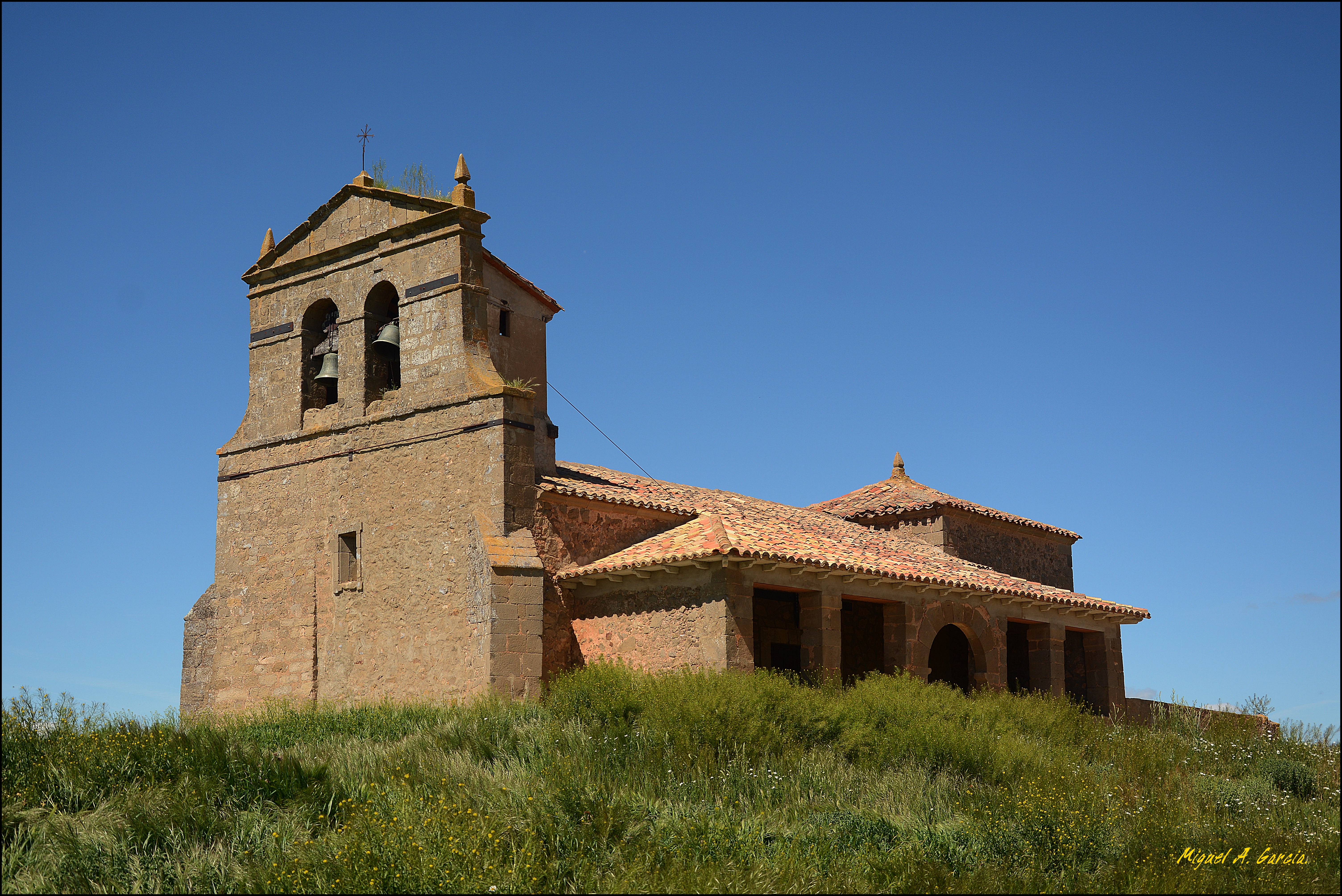
Kirche von Zamajón